# Stephen Brislin
Stephen Brislin (Welkom, 24 settembre 1956) è un cardinale e arcivescovo cattolico sudafricano, dal 28 ottobre 2024 arcivescovo metropolita di Johannesburg.

## Biografia

### Formazione e ministero sacerdotale
Dopo aver studiato psicologia all'università di Città del Capo, è entrato nel seminario di Pretoria. Successivamente ha studiato teologia presso l'istituto missionario di Mill Hill a Londra e ha conseguito il baccalaureato presso l'università di Lovanio. È stato ordinato sacerdote il 19 novembre 1983.
Dal 1990 al 2003 ha ricoperto il ruolo di vicario generale della diocesi di Kroonstad per poi divenirne amministratore diocesano.

### Ministero episcopale e cardinalato
Il 17 ottobre 2006 papa Benedetto XVI lo ha nominato vescovo di Kroonstad.
Ha ricevuto l'ordinazione episcopale il 28 gennaio 2007, dall'arcivescovo Jabulani Adatus Nxumalo, co-consacranti il vescovo di Bethlehem Hubert Bucher e il vescovo di Klerksdorp Zithulele Patrick Mvemve.
Il 18 dicembre 2009 lo stesso papa lo ha promosso arcivescovo metropolita di Città del Capo. Ha preso possesso dell'arcidiocesi il 7 febbraio 2010, mentre il 29 giugno 2010 ha ricevuto il pallio dal pontefice a Roma.
Dal gennaio del 2025 è presidente della Conferenza dei vescovi cattolici dell'Africa Meridionale. In precedenza, aveva ricoperto il medesimo incarico dal 2011 al 2019.
Dal 2012 al 2016 è stato presidente dell'Assemblea interregionale dei vescovi dell'Africa del Sud.
Ha partecipato alla III assemblea generale straordinaria del sinodo dei vescovi dal tema Le sfide pastorali sulla famiglia nel contesto dell'evangelizzazione il 9 settembre 2014 e alla XIV assemblea generale ordinaria sinodo dei vescovi nel 2015 dal tema La vocazione e la missione della famiglia nella Chiesa e nel mondo contemporaneo.
Il 9 luglio 2023, al termine dell'Angelus, papa Francesco ha annunciato la sua creazione a cardinale; nel concistoro del 30 settembre seguente lo ha creato cardinale presbitero di Santa Maria Domenica Mazzarello. Il 12 maggio 2024 ha preso possesso del titolo cardinalizio.
Il 28 ottobre 2024 lo stesso papa lo ha trasferito alla sede metropolitana di Johannesburg. Ha preso possesso dell'arcidiocesi il 25 gennaio 2025.
Il 7 e 8 maggio 2025 ha partecipato come cardinale elettore al conclave che ha portato all'elezione di papa Leone XIV.

## Genealogia episcopale e successione apostolica
La genealogia episcopale è:
- Cardinale Scipione Rebiba
- Cardinale Giulio Antonio Santori
- Cardinale Girolamo Bernerio, O.P.
- Arcivescovo Galeazzo Sanvitale
- Cardinale Ludovico Ludovisi
- Cardinale Luigi Caetani
- Cardinale Ulderico Carpegna
- Cardinale Paluzzo Paluzzi Altieri degli Albertoni
- Papa Benedetto XIII
- Papa Benedetto XIV
- Papa Clemente XIII
- Cardinale Marcantonio Colonna
- Cardinale Giacinto Sigismondo Gerdil, B.
- Cardinale Giulio Maria della Somaglia
- Cardinale Carlo Odescalchi, S.I.
- Cardinale Costantino Patrizi Naro
- Cardinale Serafino Vannutelli
- Cardinale Domenico Serafini, Cong.Subl. O.S.B.
- Cardinale Pietro Fumasoni Biondi
- Arcivescovo Martin Lucas, S.V.D.
- Arcivescovo Denis Eugene Hurley, O.M.I.
- Cardinale Wilfrid Fox Napier, O.F.M.
- Arcivescovo Jabulani Adatus Nxumalo, O.M.I.
- Cardinale Stephen Brislin

La successione apostolica è:
- Vescovo Francisco Fortunato de Gouveia (2010)
- Vescovo Vincent Mduduzi Zungu, O.F.M. (2014)
- Vescovo Sylvester Anthony John David, O.M.I. (2019)
- Vescovo Joseph Mary Kizito (2020)
- Vescovo Noel Andrew Rucastle (2020)
- Vescovo Siphiwo Devilliers Paul Vanqa, S.A.C. (2021)